# Tomás Molina (futbolista)
Tomás Martín Molina (Pilar,  12 de abril de 1995) es un futbolista argentino. Juega como delantero y su equipo actual es Argentinos Juniors, de la Primera División de Argentina.

## Trayectoria

### Liga Deportiva Universitaria
El 30 de diciembre de 2021 fue anunciado en Liga Deportiva Universitaria de la Serie A de Ecuador. Siendo esta su primera salida al fútbol internacional. Dejó el club al finalizar su contrato en diciembre de 2022.

### F. C. Juárez
El 10 de enero de 2023 se anunció su fichaje por el Fútbol Club Juárez de la Primera División de México, con un contrato hasta finales de 2025.

### Talleres de Córdoba
El 18 de agosto de 2023, se convirtió en refuerzo de Talleres (C) de la Primera División de Argentina, donde firmó contrato hasta el 2026.

## Clubes
| Equipo                       | País      | Año       |
| ---------------------------- | --------- | --------- |
| Huracán                      | Argentina | 2016-2018 |
| Almirante Brown              | Argentina | 2018-2019 |
| Brown de Adrogué             | Argentina | 2019-2020 |
| Ferro Carril Oeste           | Argentina | 2020-2021 |
| Liga Deportiva Universitaria | Ecuador   | 2022      |
| Juárez                       | México    | 2023      |
| Talleres (C)                 | Argentina | 2023      |
| Central Córdoba (SdE)        | Argentina | 2024      |
| Argentinos Juniors           | Argentina | 2024-act. |

## Estadísticas

### Clubes
Actualizado al último partido disputado el 10 de agosto de 2025.
| Club                                   | Div.                | Temporada           | Liga  | Liga  | Liga   | Copas nacionales | Copas nacionales | Copas nacionales | Copas internacionales | Copas internacionales | Copas internacionales | Total | Total | Total  |
| Club                                   | Div.                | Temporada           | Part. | Goles | Asist. | Part.            | Goles            | Asist.           | Part.                 | Goles                 | Asist.                | Part. | Goles | Asist. |
| -------------------------------------- | ------------------- | ------------------- | ----- | ----- | ------ | ---------------- | ---------------- | ---------------- | --------------------- | --------------------- | --------------------- | ----- | ----- | ------ |
| Huracán Argentina                      | 1.ª                 | 2016                | 2     | 0     | 0      | 0                | 0                | 0                | —                     | —                     | —                     | 2     | 0     | 0      |
| Huracán Argentina                      | 1.ª                 | 2016-17             | 2     | 0     | 0      | 0                | 0                | 0                | —                     | —                     | —                     | 2     | 0     | 0      |
| Huracán Argentina                      | 1.ª                 | 2017-18             | 0     | 0     | 0      | 0                | 0                | 0                | —                     | —                     | —                     | 0     | 0     | 0      |
| Huracán Argentina                      | Total club          | Total club          | 4     | 0     | 0      | 0                | 0                | 0                | 0                     | 0                     | 0                     | 4     | 0     | 0      |
| Almirante Brown Argentina              | 3.ª                 | 2018-19             | 40    | 4     | 0      | —                | —                | —                | Inexistentes          | Inexistentes          | Inexistentes          | 40    | 4     | 0      |
| Almirante Brown Argentina              | Total club          | Total club          | 40    | 4     | 0      | 0                | 0                | 0                | 0                     | 0                     | 0                     | 40    | 4     | 0      |
| Brown de Adrogué Argentina             | 2.ª                 | 2019-20             | 21    | 5     | 0      | —                | —                | —                | Inexistentes          | Inexistentes          | Inexistentes          | 21    | 5     | 0      |
| Brown de Adrogué Argentina             | Total club          | Total club          | 21    | 5     | 0      | 0                | 0                | 0                | 0                     | 0                     | 0                     | 21    | 5     | 0      |
| Ferro Carril Oeste Argentina           | 2.ª                 | 2020                | 3     | 0     | 0      | —                | —                | —                | Inexistentes          | Inexistentes          | Inexistentes          | 3     | 0     | 0      |
| Ferro Carril Oeste Argentina           | 2.ª                 | 2021                | 27    | 10    | 4      | —                | —                | —                | Inexistentes          | Inexistentes          | Inexistentes          | 27    | 10    | 4      |
| Ferro Carril Oeste Argentina           | Total club          | Total club          | 30    | 10    | 4      | 0                | 0                | 0                | 0                     | 0                     | 0                     | 30    | 10    | 4      |
| Liga Deportiva Universitaria · Ecuador | 1.ª                 | 2022                | 27    | 13    | 3      | 1                | 0                | 0                | 8                     | 1                     | 2                     | 36    | 14    | 5      |
| Liga Deportiva Universitaria · Ecuador | Total club          | Total club          | 27    | 13    | 3      | 1                | 0                | 0                | 8                     | 1                     | 2                     | 36    | 14    | 5      |
| Juárez · México                        | 1.ª                 | 2022-23             | 13    | 4     | 0      | 0                | 0                | 0                | —                     | —                     | —                     | 13    | 4     | 0      |
| Juárez · México                        | Total club          | Total club          | 13    | 4     | 0      | 0                | 0                | 0                | 0                     | 0                     | 0                     | 13    | 4     | 0      |
| Talleres (C) Argentina                 | 1.ª                 | 2023                | 4     | 0     | 0      | 0                | 0                | 0                | —                     | —                     | —                     | 4     | 0     | 0      |
| Talleres (C) Argentina                 | 1.ª                 | 2024                | 1     | 0     | 0      | 0                | 0                | 0                | —                     | —                     | —                     | 1     | 0     | 0      |
| Talleres (C) Argentina                 | Total club          | Total club          | 5     | 0     | 0      | 0                | 0                | 0                | 0                     | 0                     | 0                     | 5     | 0     | 0      |
| Central Córdoba (SdE) Argentina        | 1.ª                 | 2024                | 17    | 5     | 2      | 1                | 0                | 0                | —                     | —                     | —                     | 18    | 5     | 2      |
| Central Córdoba (SdE) Argentina        | Total club          | Total club          | 17    | 5     | 2      | 1                | 0                | 0                | 0                     | 0                     | 0                     | 18    | 5     | 2      |
| Argentinos Juniors Argentina           | 1.ª                 | 2024                | 9     | 0     | 0      | 1                | 0                | 0                | —                     | —                     | —                     | 10    | 0     | 0      |
| Argentinos Juniors Argentina           | 1.ª                 | 2025                | 21    | 10    | 1      | 3                | 3                | 1                | —                     | —                     | —                     | 24    | 13    | 2      |
| Argentinos Juniors Argentina           | Total club          | Total club          | 30    | 10    | 1      | 4                | 3                | 1                | 0                     | 0                     | 0                     | 34    | 13    | 2      |
| Total en su carrera                    | Total en su carrera | Total en su carrera | 187   | 51    | 10     | 6                | 3                | 1                | 8                     | 1                     | 2                     | 201   | 55    | 13     |
| 1. 2. 3.                               |                     |                     |       |       |        |                  |                  |                  |                       |                       |                       |       |       |        |

## Palmarés

### Campeonatos nacionales
| Título         | Equipo                | País      | Año  |
| -------------- | --------------------- | --------- | ---- |
| Copa Argentina | Central Córdoba (SdE) | Argentina | 2024 |

### Distinciones individuales
| Distinción                                        | Año    |
| ------------------------------------------------- | ------ |
| Máximo goleador de la Primera División (10 goles) | A-2025 |